# Limoges
Limoges (occitanska: Lemòtges eller Limòtges) är en stad i regionen Nouvelle-Aquitaine och huvudort i departementet Haute-Vienne i centrala Frankrike. År 2009 hade Limoges, vars utbredning är identisk med kommunen Limoges, 139 216 invånare  vilket gjorde den till Frankrikes 25:e största stad. Namnet Limoges härstammar från det latinska namnet Civitas Lemovicum, efter områdets galliska ursprungsbefolkning, lemovicerna. Innan dess hade staden namnet Augustoritum, som betyder Augustus vadställe. Invånarna kallas Limougeauds.

## Historia
Stadens främsta  industrigrenar är porslinstillverkningen och porslinsmålningen. Emaljeringskonsten, det vill säga förfärdigandet av emaljarbetena på koppar som är kända under namnet limosiner eller émaux de Limoges (Limogesemaljer), väcktes till nytt liv i slutet av 1800-talet efter att ha legat nere sedan den blomstrade perioden under 1200-talet fram till 1700-talet.

## Geografi

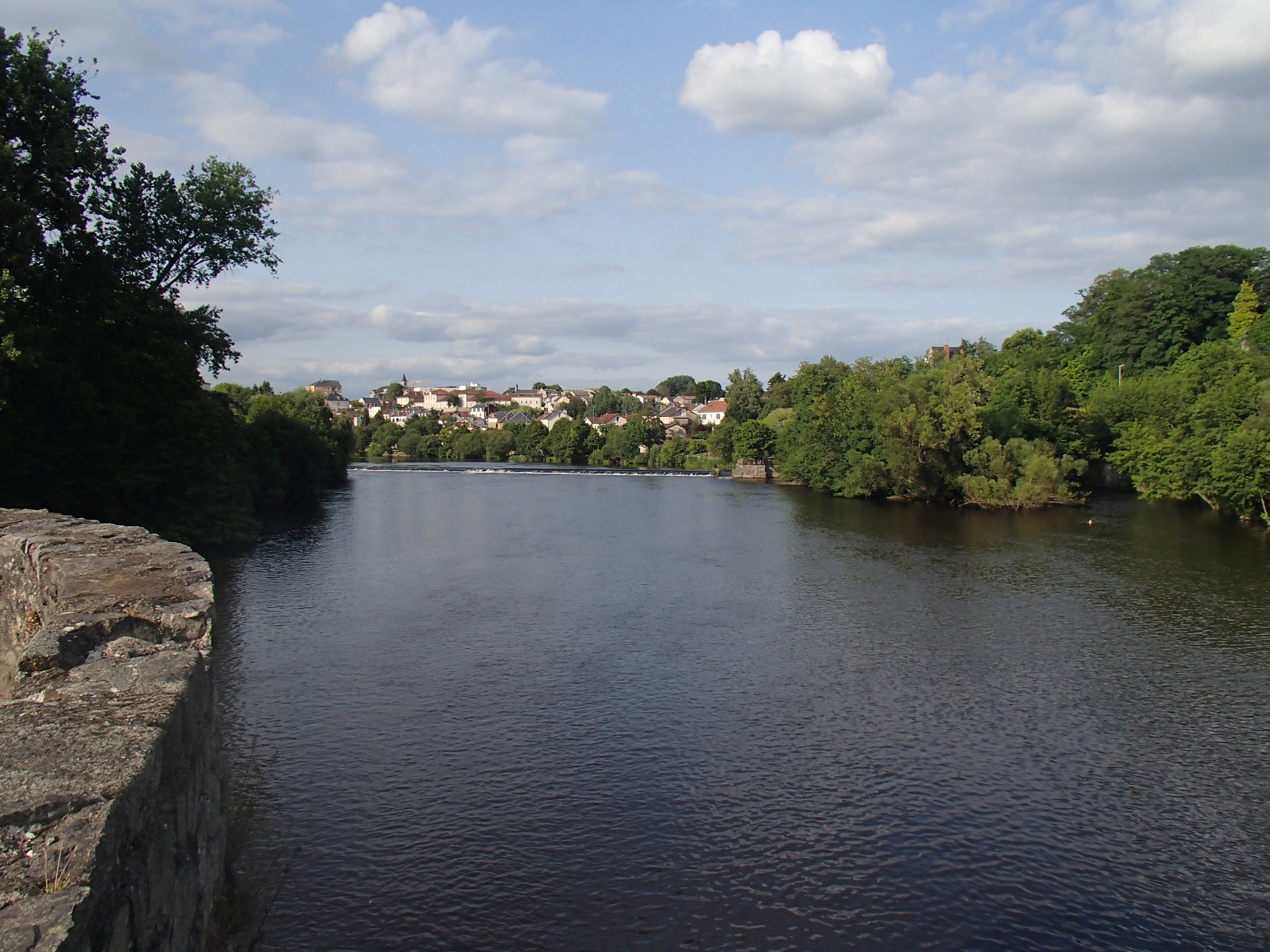
Floden Vienne, där den flyter genom Limoges.

Staden ligger i avrinningsområdet för floden Loire. Dess huvudsakliga vattendrag är floden Vienne. Limoges, som huvudsakligen är byggd på Viennes högra strand, är den största stad som genomflyts av denna flod. Det är en oregelbundet och trångt byggd ort, som först i nyare tid blivit något moderniserad, sedan de gamla tornen och murarna borttagits och boulevarder anlagts. Staden är säte för en biskop.
Katedralen (S:t Étienne), som påbörjades under 1200-talet men fullbordades först 1890, och det 1787 byggda biskopspalatset, med terrassträdgårdar  utmärker sig bland de offentliga byggnaderna. Staden  uppvisar även flera intressanta byggnader från antiken och medeltiden, såsom en galloromersk amfiteater, ruinerna av slottet Chalucet, Sankt Martials krypta, Chapelle Saint-Aurélien, St-Michel-des-Lions, samt broarna Saint-Etienne och Saint-Martial. I Limoges finns statyer av Jourdan, Gay-Lussac och presidenten Carnot.

## Kommunikationer
Staden har flygplats och tåget till Paris tar c:a tre timmar.

## Högre utbildning

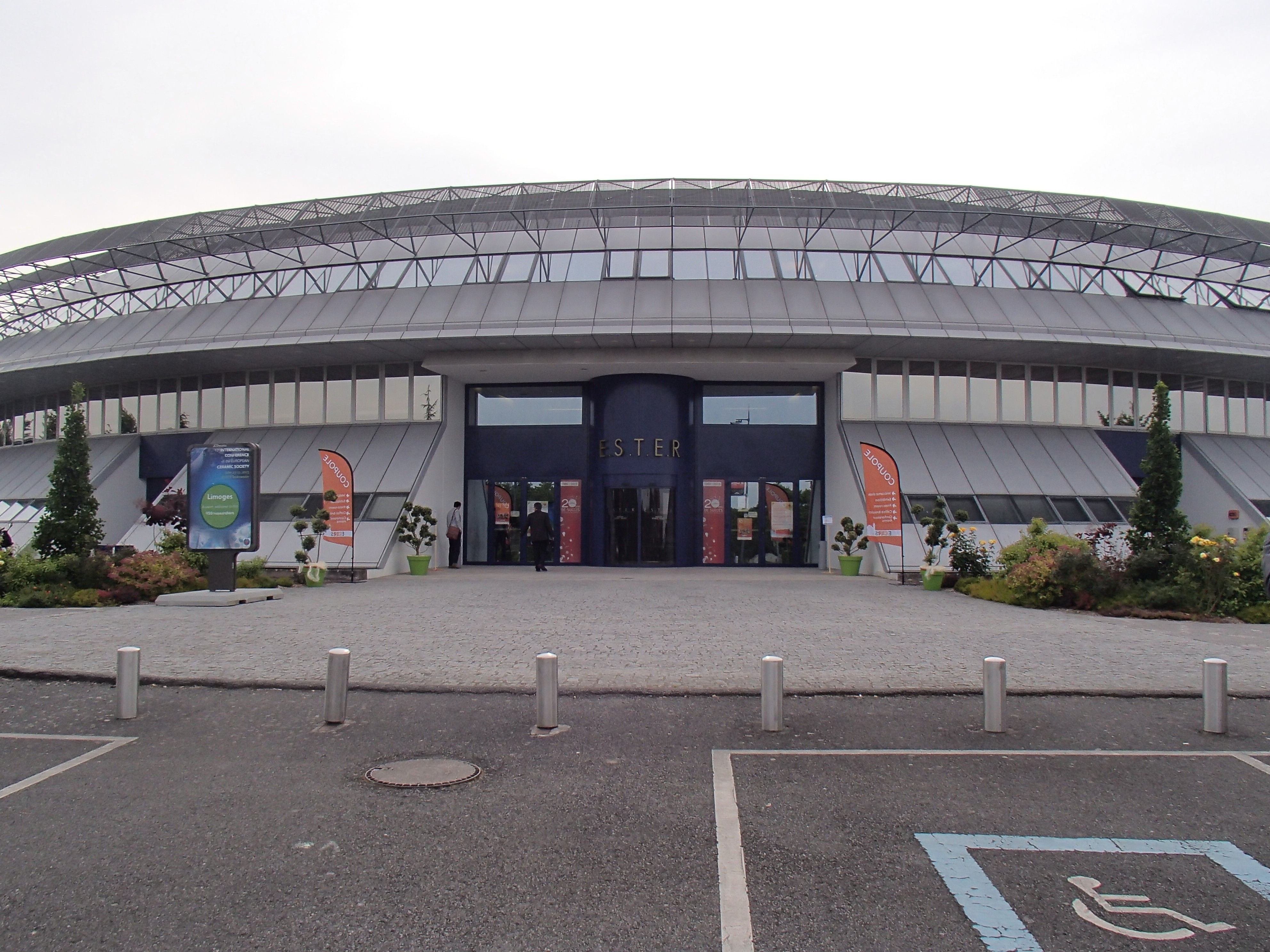
Ester Technopole; en av byggnaderna vid universitets campus i Limoges.

En bit utanför de centrala stadsdelarna finns Limoges universitetscampus, med tillhörande forskningsinstitut och annan verksamhet. Campus är främst ett center för forskning inom keramiska material, vilket ter sig naturligt med stadens historia, men här bedrivs också forskning inom andra områden. På ESTER Technopole finns verksamheten (utbildning och forskning):
- Två ingenjörsskolor (över 800 elever, varav många på forskarutbildningsnivå)
- Fyra centrum för tekniköverföring (CTTC, CITRA Odessol, CISTEME)
- En teknik inkubator

## Sport
Den professionella basketklubben Limoges CSP bildades år 1929. De spelar för närvarande (2014/2015) i ligan LNB Pro A. Klubben hade sina glansår på 80- och 90-talet, med höjdpunkten då de som första franska klubblag i en lagsport vann en Europa titel, i form av Euroleague år 1993.